# Staci Keanan
Staci Keanan (Devon-Berwyn, 6 juni 1975), geboren als Anastasia Sagórski, is een Amerikaans advocate en voormalig actrice en kindster. Ze speelde van 1987 tot 1990 in de Amerikaanse komedieserie My Two Dads als dochter Nicole Bradford, waarvoor ze in 1988 een Young Artist Award won.
Gedurende de looptijd van My Two Dads maakte Keanan haar filmdebuut met een hoofdrol in Lisa. Daarin speelt ze een veertienjarig meisje dat een telefonische relatie begint met een veel oudere man, die een seriemoordenaar blijkt te zijn. In My Two Dads verscheen ze als tienermeisje dat een gezin vormt met twee volwassen mannen, zonder dat een van drie weet wie haar moeder destijds zwanger maakte.
Nadat My Two Dads ten einde kwam, diende zich in 1991 een nieuwe jarenlange rol in een televisieserie aan voor Keanan in de vorm van Step by Step. Daarin verscheen ze zeven seizoenen (1991–1998) als Dana Foster, een van de dochters in huize Lambert. Ze speelde daarnaast eenmalige gastrollen in onder meer Boy Meets World, Lois & Clark: The New Adventures of Superman en Diagnosis Murder.
In 2002 behaalde ze haar diploma kunstgeschiedenis aan de UCLA. Na een korte terugkeer naar de acteerwereld  studeerde ze rechten aan de Southwestern Law School. In 2013 werd ze toegelaten tot de balie in Californië en werkt ze in Los Angeles als advocate onder haar geboortenaam. In 2014 was ze plaatsvervangend openbare aanklager in Riverside County en vanaf 2016 plaatsvervangend openbare aanklager in Los Angeles County. In januari 2021 werd ze buitengewoon hoogleraar rechten aan de Southwestern Law School, waar ze in 2022 een cursus gaf over het op de juiste manier vervolgen en verdedigen van zaken met betrekking tot het rijden onder invloed.
Ze is sinds 2017 getrouwd met acteur Guy Birtwhistle.

## Filmografie

### Films
Selectie:
- 2010 Death and Cremation – Becky Weaver
- 2010 You Again – Dana
- 2010 Holyman Undercover – Carmen
- 2009 Sarah's Choice – Denise
- 2006 Hidden Secrets – Rachel Wilson
- 2004 Stolen Poem (kortfilm) – Jamie
- 1997 Nowhere – Ever
- 1995 Ski Hard – Annie Meyers
- 1990 Casey's Gift: For Love of a Child (televisiefilm) – Kathy Stillwell
- 1989 Lisa – Lisa

### Televisieseries
Uitgezonderd eenmalige gastrollen.
- 1991–1998 Step by Step – Dana Foster (159 afl.)
- 1990–1991 Going Places – Lindsay Bowen (22 afl.)
- 1987–1990 My Two Dads – Nicole Bradford (60 afl.)
- 1987 I'll Take Manhattan (miniserie) – Angelica Cipriani (2 afl.)